# Driopea atronotata
Driopea atronotata là một loài bọ cánh cứng trong họ Cerambycidae.